# Locus (magazine)
Pour les articles homonymes, voir Locus (homonymie).
Locus, sous-titré The Magazine of Science Fiction & Fantasy Field, est un magazine mensuel édité à Oakland et fondé en 1968. Il traite principalement des publications dans les domaines de la science-fiction et de la fantasy, incluant des listes détaillées de chaque nouveaux livres publiés dans ces deux genres. Il est considéré comme l'un des principaux organes de presse spécialisée par la communauté anglophone de science-fiction. Le magazine remet chaque année les prix Locus. Locus Online, une version internet semi-autonome du magazine, a été lancé en avril 1997.

## Histoire
Locus est le successeur immédiat du mensuel Science Fiction Times (originellement Fantasy Times), fondé en 1941, quand celui-ci a cessé sa publication en 1970. Charles N. Brown a été le fondateur et le rédacteur en chef de Locus (publié à l'origine sous forme de fanzine) pendant plus de quarante ans, de la création du magazine en 1968 jusqu'à sa mort en juillet 2009. Liza Groen Tombi a succédé à Charles N. Brown au poste de rédacteur en chef. 
Locus publie :
1. des nouvelles à propos des domaines d'édition de la science-fiction, de la fantasy et de l'horreur (publications, remises de prix, conférences, ventes de livres, etc.).
2. des interviews d'auteurs célèbres ou de nouveaux auteurs (et parfois d'éditeurs et d'artistes), habituellement deux par numéro.
3. des critiques de nouveaux livres, entre 20 et 25 par numéro en général.
4. des nouvelles au sujet du paysage de la science-fiction à travers le monde.
5. des listes des livres anglais et américains publiés chaque mois, des bestsellers (chaque mois aussi), ainsi que des publications à venir (tous les trimestres).
6. des comptes rendus illustrés de conventions.
7. un rapport annuel sur l'année écoulée comprenant des listes de lectures recommandées et les votes pour le prix Locus.
8. le courrier des lecteurs et les petites annonces.

Le magazine a remporté plusieurs prix Hugo, d'abord le prix Hugo du meilleur fanzine, et ensuite, quand la catégorie a été créée en 1984, le prix Hugo du meilleur magazine semi-professionnel. En 2010, Locus a remporté 8 fois le prix du meilleur fanzine et 21 fois (sur 27) celui du meilleur magazine semi-professionnel. Locus Press a publié plusieurs livres, dont Fantasy: The Very Best of 2005.